# Catamarca tartomány
Catamarca egyike Argentína 23 tartományának.

## Földrajz
Az ország északnyugati részén helyezkedik el. Nyugaton Chilével határos.

## Története
A spanyol hódítás előtt a Diaguitas népcsoport lakta. A mai Catamarca város elődjét 1558-ban alapították. A telep nem tudott meggyökeresedni, többször áthelyezték, átnevezték, végül 1683-ban alapították meg mai helyén és nevén.
Ezek a tágas, termékeny, de igen sokáig nehezen megközelíthető völgyek sokáig kívül maradtak Argentína történésein. 1888-ban ért ide a vasút. Attól kezdve a száraz, kellemes időjárás vonzotta a bevándorlókat, különösen Libanonból és Iránból. Catamarca völgyei távoli hazájukra emlékeztették őket.
Az egyik libanoni eredetű család, a Saadi család kiemelkedő szerepet játszott a helyi kereskedelemben és politikában (hasonlóan a szomszédos La Riojába való szíriai eredetű Menem családhoz). 1949-ben az újonnan szervezett tartomány Vicente Saadit választotta kormányzónak. A Saadi család, akik peronisták voltak, megkerülhetetlenné váltak a helyi politikában. Befolyásukkal többnyire közvetítők útján éltek. 1990-ben azonban a Saadi család egyik közeli barátja részese lett egy helyi 15 éves leány brutális meggyilkolásának. A helyi közvélemény a gyilkosságot Ramón Saadi kormányzó számlájára írta, megroppant a tekintélye és 1991-ben Catamarcában első ízben választották meg a Radikális Polgári Unió (UCR) jelöltjét. Azonban Ramón Saadit jelentős többséggel beválasztották a köztársaság Szenátusába, így ma Cristina Kirchner elnök szövetségese, miközben a kormányzói székben továbbra is a Radikális Polgári Unió embere ül.

## Közigazgatás
Kormányzók:
- 1991-1999 Arnoldo Castillo
- 1999-2003 Oscar Castillo
- 2003-2011 Eduardo Brizuela del Moral

### Megyék
1. Ambato megye (La Puerta)
2. Ancasti megye (Ancasti)
3. Andalgalá megye (Andalgalá)
4. Antofagasta de la Sierra megye (Antofagasta de la Sierra)
5. Belén megye (Belén)
6. Capayán megye (Huillapima)
7. Capital megye (San Fernando del Valle de Catamarca)
8. El Alto megye (El Alto)
9. Fray Mamerto Esquiú megye (San José)
10. La Paz Megye (Recreo)
11. Paclín megye (La Merced)
12. Pomán megye (Saujil)
13. Santa María Megye (Santa María)
14. Santa Rosa Megye (Bañado de Ovanta)
15. Tinogasta megye (Tinogasta)